# Deja Vu All Over Again
Deja Vu (All Over Again) es el sexto álbum de estudio del músico estadounidense John Fogerty, publicado por la compañía discográfica Geffen Records en septiembre de 2004. Fue el primer álbum de Fogerty en siete años, después del lanzamiento de Blue Moon Swamp. Originalmente publicado por DreamWorks Records, fue reeditado por Geffen después de que comprara DreamWorks.
A diferencia de su predecesor, Blue Moon Swamp, más orientado al rock sureño y al swamp rock, Deja Vu All Over Again no incluyó una temática musical o lírica unificadora. La canción que da título al álbum es una canción protesta al estilo folk de la década de 1960 que dibuja paralelismos entre la guerra de Vietnam y la guerra de Irak. El álbum también explora géneros como el punk rock en «She's Got Baggage», el new wave en «Radar», el rock psicodélico en «In the Garden», así como el roots rock tradicional de Fogerty en canciones como «Sugar-Sugar (In My Life)», el bluegrass en «I Will Walk With You», el country rock en «Rhubarb Pie» y el swamp rock en «Wicked Old Witch».
Deja Vu All Over Again obtuvo un éxito comercial moderado. Aunque alcanzó el primer puesto en la lista de discos más vendidos de Suecia, en los Estados Unidos llegó al puesto veintitrés de la lista Billboard 200, superando ligeramente el resultado de su predecesor, Blue Moon Swamp. Sin embargo, se convirtió en el primer disco de Fogerty desde John Fogerty en no obtener una certificación de ventas en su país natal.

## Lista de canciones
Todas las canciones escritas y compuestas por John Fogerty. 
| N.º | Título                     | Duración |  |
| 1.  | «Deja Vu (All Over Again)» | 4:13     |  |
| 2.  | «Sugar-Sugar (In My Life)» | 3:29     |  |
| 3.  | «She's Got Baggage»        | 2:35     |  |
| 4.  | «Radar»                    | 3:07     |  |
| 5.  | «Honey Do»                 | 2:51     |  |
| 6.  | «Nobody's Here Anymore»    | 4:02     |  |
| 7.  | «I Will Walk With You»     | 3:02     |  |
| 8.  | «Rhubarb Pie»              | 3:17     |  |
| 9.  | «Wicked Old Witch»         | 3:26     |  |
| 10. | «In the Garden»            | 3:50     |  |

## Posición en listas
| País              | Lista                 | Posición |
| ----------------- | --------------------- | -------- |
| Alemania          | Media Control Charts  | 61       |
| Bélgica (Flandes) | Ultratop 200 Albums   | 38       |
| Bélgica (Valonia) | Ultratop 200 Albums   | 98       |
| Canadá            | Canadian Albums Chart | 57       |
| Estados Unidos    | Billboard 200         | 23       |
| Finlandia         | Finnish Albums Chart  | 9        |
| Noruega           | VG-lista              | 4        |
| Países Bajos      | Mega Albums Top 100   | 54       |
| Suecia            | Albums Top 60         | 1        |
| Suiza             | Swiss Top Albums 100  | 56       |